# Generałowie zakonu dominikanów
Poczet generałów zakonu dominikanów
Generał zakonu dominikanów wybierany jest przez kapitułę generalną, na którą delegowani są prowincjałowie i definitorzy.
Wśród generałów było 38 Włochów, 25 Francuzów, 15 Hiszpanów, po dwóch Niemców i Irlandczyków oraz Anglik, Argentyńczyk, Austriak, Holender i Meksykanin. Tylko Martialis Auribelli pełnił tę funkcję dwukrotnie. Średnio generałowie rządzili zakonem dominikanów nieco ponad 9 lat. Najkrócej (przez trzy miesiące) – Albert Chiavari, zaś Francuz Antoni Cloche władał współbraćmi aż 34 lata. Najmłodszym generałem został następca Św. Dominika, błogosławiony Jordan z Saksonii (32 lata), z kolei Tomasz Ripoll prawdopodobnie zaskoczył elektorów – kiedy był wybierany miał 73 lata; elektorzy liczyli zapewne na to, że wkrótce umrze, a krótki okres jego rządów da im czas na przygotowanie nowego generała. Ripoll dożył jednak 95. roku życia, cały czas pełniąc swą funkcję.
Różnie układały się stosunki generałów ze Stolicą Apostolską. Usunęła ona trzech mistrzów zakonu: Munio de Zamorę, Mikołaja Ridolfiego i Sykstusa Fabri. Siedmiu innych zrezygnowało samych, często pod naciskiem.
| Imię i nazwisko                               | Narodowość | Okres     | Uwagi                                                          |
| --------------------------------------------- | ---------- | --------- | -------------------------------------------------------------- |
| Św. Dominik Guzmán                            | Hiszpania  | 1216–1221 |                                                                |
| Bł. Jordan z Saksonii                         | Niemcy     | 1222–1237 |                                                                |
| Św. Rajmund z Penyafortu                      | Hiszpania  | 1238–1240 |                                                                |
| Jan z Wildeshausen                            | Niemcy     | 1241–1252 |                                                                |
| Bł. Humbert z Romans                          | Francja    | 1254–1263 |                                                                |
| Bł. Jan z Vercelli                            | Włochy     | 1264–1283 |                                                                |
| Munio de Zamora                               | Hiszpania  | 1285–1291 |                                                                |
| Étienne z Besançon                            | Francja    | 1292–1294 |                                                                |
| Bł. Niccolò Boccasini                         | Włochy     | 1296–1299 | Papież Benedykt XI                                             |
| Alberto Chiavari                              | Włochy     | 1300      |                                                                |
| Bernard de Jusix                              | Francja    | 1301–1303 |                                                                |
| Amerigo Giliani da Piacenza                   | Włochy     | 1304–1311 |                                                                |
| Bérenger de Landora                           | Francja    | 1312–1317 |                                                                |
| Hervé Nédéllec                                | Francja    | 1318–1323 |                                                                |
| Barnaba Cagnoli                               | Włochy     | 1324–1332 |                                                                |
| Hugh de Vaucemain                             | Francja    | 1333–1341 |                                                                |
| Gerard de Daumar                              | Francja    | 1342      |                                                                |
| Pierre de Baume-les-Dames                     | Francja    | 1343–1345 |                                                                |
| Garin de Gy l'Eveque                          | Francja    | 1346–1348 |                                                                |
| Jean de Moulins                               | Francja    | 1349–1350 |                                                                |
| Simon de Langres                              | Francja    | 1352–1366 |                                                                |
| Elias Raymond                                 | Francja    | 1367–1380 |                                                                |
| Bł. Rajmund z Kapui                           | Włochy     | 1380–1399 |                                                                |
| –                                             | –          | –         |                                                                |
| Obediencja awiniońska:                        | –          | –         |                                                                |
| Elias Raymond                                 | Francja    | 1380–1389 |                                                                |
| Niccolò da Troia                              | Włochy     | 1391–1393 |                                                                |
| Mikołaj z Valladolid                          | Hiszpania  | 1394–1397 |                                                                |
| Jean de Puinoix                               | Francja    | 1397–1418 |                                                                |
| –                                             | –          | –         |                                                                |
| Tommaso Paccaroni                             | Włochy     | 1401–1414 |                                                                |
| Leonardo Dati                                 | Włochy     | 1414–1425 |                                                                |
| Barthélémy Texier                             | Francja    | 1426–1449 |                                                                |
| Pierre Rochin                                 | Francja    | 1450      |                                                                |
| Guido Flamochet                               | Francja    | 1451      |                                                                |
| Marcial Auribelli                             | Francja    | 1453–1462 |                                                                |
| Corrado da Asti                               | Włochy     | 1462–1465 |                                                                |
| Marcial Auribelli                             | Francja    | 1465–1473 |                                                                |
| Leonardo Mansueti                             | Włochy     | 1474–1480 |                                                                |
| Salvo Cassetta                                | Włochy     | 1481–1483 |                                                                |
| Bartolomeo Commazio                           | Włochy     | 1484–1485 |                                                                |
| Barnaba Sansoni                               | Włochy     | 1486      |                                                                |
| Gioacchino Torriani                           | Włochy     | 1487–1500 |                                                                |
| Vincenzo Bandello                             | Włochy     | 1501–1506 |                                                                |
| Jean Clérée                                   | Francja    | 1507      |                                                                |
| Tommaso de Vio zwany Kajetanem                | Włochy     | 1509–1517 |                                                                |
| Juan García de Loaysa                         | Hiszpania  | 1518–1524 |                                                                |
| Francesco Silvestri                           | Włochy     | 1525–1528 |                                                                |
| Paolo Butigella                               | Włochy     | 1530–1531 |                                                                |
| Jean du Feynier                               | Francja    | 1532–1538 |                                                                |
| Agostino Recuperati                           | Włochy     | 1539–1540 |                                                                |
| Albert de las Casas                           | Hiszpania  | 1542–1544 |                                                                |
| Francesco Romeo                               | Włochy     | 1546–1552 |                                                                |
| Stefano Usodimare                             | Włochy     | 1553–1557 |                                                                |
| Vincenzo Giustiniani                          | Włochy     | 1558–1570 |                                                                |
| Serafino Cavalli                              | Włochy     | 1571–1578 |                                                                |
| Paolo Constabile                              | Włochy     | 1580–1582 |                                                                |
| Sisto Fabri                                   | Włochy     | 1583–1589 |                                                                |
| Ippolito Maria Beccaria                       | Włochy     | 1589–1600 |                                                                |
| Jerónimo Xavierre                             | Hiszpania  | 1601–1607 |                                                                |
| Agostino Galamina                             | Włochy     | 1608–1612 |                                                                |
| Serafino Secchi                               | Włochy     | 1612–1628 |                                                                |
| Niccolò Ridolfi                               | Włochy     | 1629–1642 |                                                                |
| Tommaso Turco                                 | Włochy     | 1644–1649 |                                                                |
| Giovanni Battista Marini                      | Włochy     | 1650–1669 |                                                                |
| Juan Tomás de Rocaberti                       | Hiszpania  | 1670–1677 |                                                                |
| Antonio de Monroy                             | Meksyk     | 1677–1686 |                                                                |
| Antoine Cloche                                | Francja    | 1686–1720 |                                                                |
| Agostino Pipia                                | Włochy     | 1721–1725 |                                                                |
| Tomás Ripoll                                  | Hiszpania  | 1725–1747 |                                                                |
| Antoine Bremond                               | Francja    | 1748–1755 |                                                                |
| Juan Tomás de Boxadors y Sureda de San Martín | Hiszpania  | 1756–1777 |                                                                |
| Baltazar de Quinones                          | Hiszpania  | 1777–1798 |                                                                |
| Pio Giuseppe Gaddi                            | Włochy     | 1806–1814 | wikariusz generalny zakonu w latach 1798–1806 oraz 1814–1819   |
| Joaquín Briz                                  | Hiszpania  | 1825–1831 |                                                                |
| Francesco Ferdinando Jabalot                  | Włochy     | 1832–1834 |                                                                |
| Benedetto Maurizio Olivieri                   | Włochy     | 1834–1835 |                                                                |
| Tommaso Giacinto Cipolletti                   | Włochy     | 1835–1838 |                                                                |
| Angelo Domenico Ancarani                      | Włochy     | 1838–1844 |                                                                |
| Vincenzo Aiello                               | Włochy     | 1844–1850 |                                                                |
| Alexandre Vincent Jandel                      | Francja    | 1855–1872 | wikariusz generalny zakonu 1850-1855                           |
| –                                             | –          | 1873–1879 | Giuseppe M. Sanvito (Włochy) był wikariuszem generalnym zakonu |
| José María Larroca                            | Hiszpania  | 1879–1891 |                                                                |
| Andreas Frühwirth                             | Austria    | 1891–1904 |                                                                |
| Bł. Jacek Maria Cormier                       | Francja    | 1904–1916 |                                                                |
| Ludwig Theissling                             | Holandia   | 1916–1925 |                                                                |
| Bł. Bonaventura García de Paredes             | Hiszpania  | 1926–1929 |                                                                |
| Martin-Stanislas Gillet                       | Francja    | 1929–1946 |                                                                |
| Manuel Suárez                                 | Hiszpania  | 1946–1954 |                                                                |
| Michael Browne                                | Irlandia   | 1955–1962 |                                                                |
| Aniceto Fernández                             | Hiszpania  | 1962–1974 |                                                                |
| Vincent de Couesnongle                        | Francja    | 1974–1983 |                                                                |
| Damian Byrne                                  | Irlandia   | 1983–1992 |                                                                |
| Timothy Radcliffe                             | Anglia     | 1992–2001 |                                                                |
| Carlos Azpíroz Costa                          | Argentyna  | 2001–2010 |                                                                |
| Bruno Cadoré                                  | Francja    | 2010-2019 |                                                                |
| Gerard Francesco Timoner III                  | Filipiny   | od 2019   |                                                                |